# Buchli-Antrieb

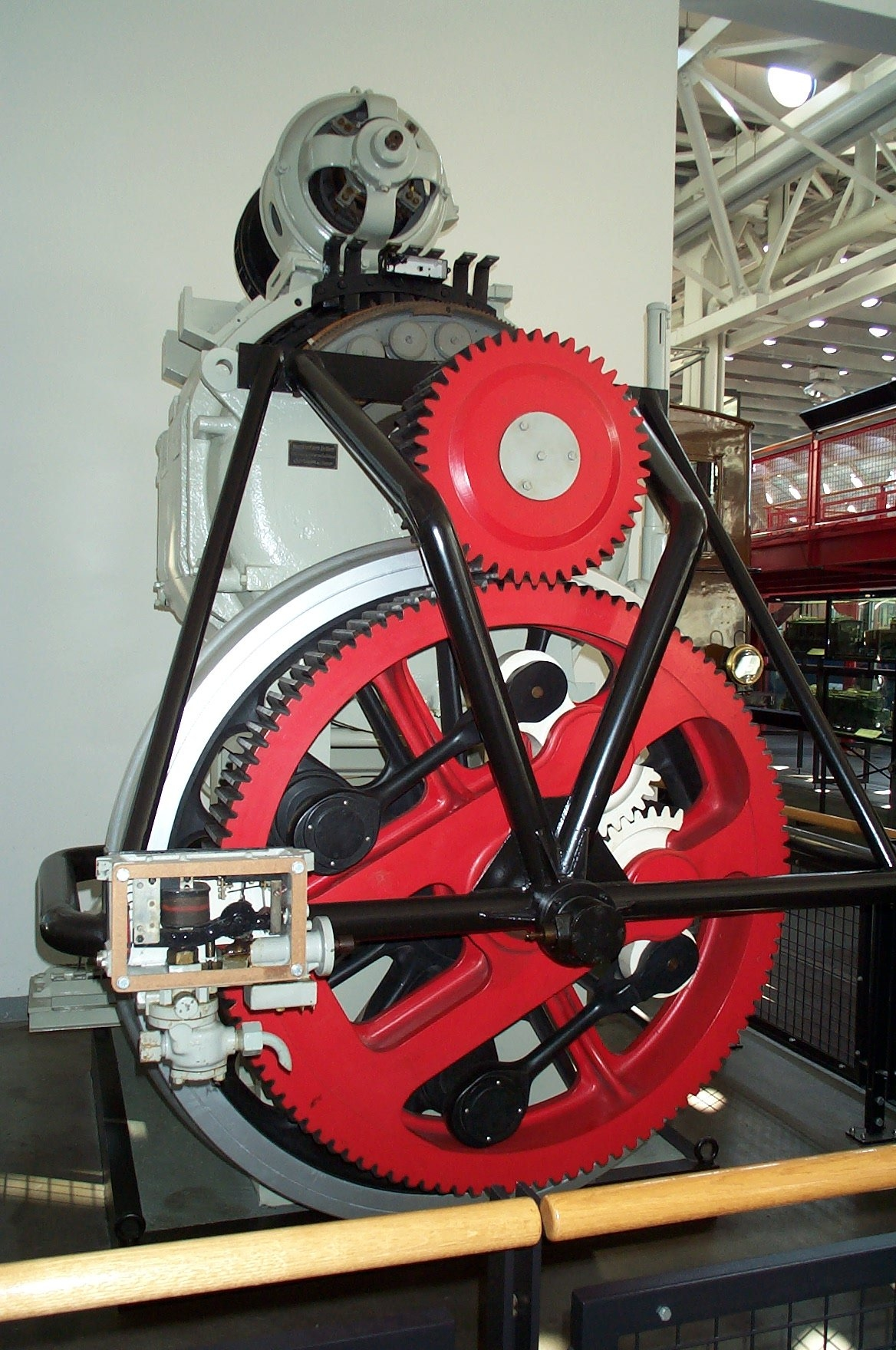
Buchli-Gelenkhebelantrieb

Der Buchli-Antrieb ist ein nach seinem Erfinder, dem Schweizer Ingenieur Jakob Buchli, benannter Gelenkantrieb zwischen Fahrmotor und Radsatzwelle von Lokomotiven mit Einzelachsantrieb und elektrischer Kraftübertragung. Er wurde vorwiegend bei Schnellzuglokomotiven in der Schweiz und in Frankreich verwendet. Dieser Gelenkantrieb überträgt das Drehmoment zwischen dem im Rahmen gelagerten und damit vollständig zur gefederten Masse gehörenden Großrad und der Radsatzwelle derart, dass sich die vertikal geführte Radsatzwelle ungehindert auf- und abbewegen kann. Der Fahrmotor und sämtliche Übertragungsteile gehören ebenfalls zur gefederten Masse, während neben dem Radsatz nur die Lenkerstangen und ein Teil der Zahnschwingen zu den ungefederten Massen zu zählen sind.
Der Antrieb war in den 1930er Jahren sehr erfolgreich, wurde danach aber von kleineren und leichteren Antrieben abgelöst, die auf Grund kleinerer Unwuchten höhere Drehzahlen ermöglichten und keine Zentralschmierung benötigen.

## Konstruktion

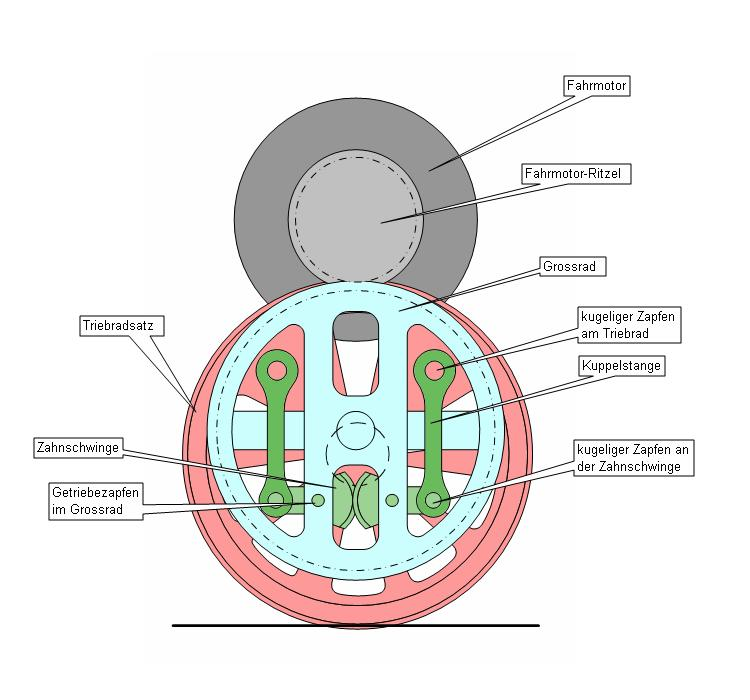
Buchli-Gelenkhebelantrieb

Funktion des Buchli-Antriebs

Jede Triebachse hat einen eigenen Fahrmotor, der im gefederten Teil des Fahrzeugs angeordnet ist. Der Fahrmotor ist somit nicht den von den Schienen ausgehenden, auf den Radsatz wirkenden Stössen und Schlägen ausgesetzt.

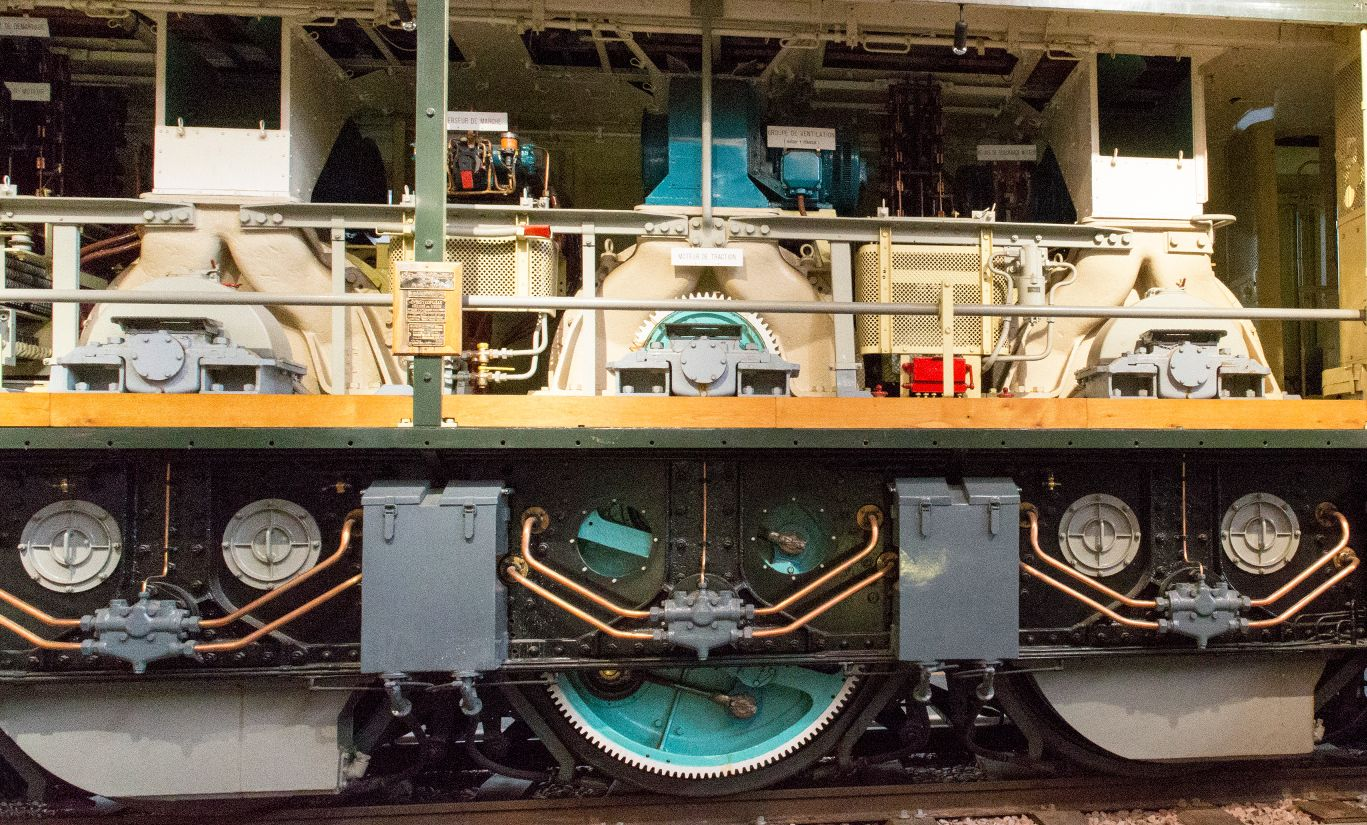
Buchli-Antrieb der SNCF 2D2 5516, hellblau gekennzeichnet

Das Grossrad ist im Lokomotivkasten drehbar gelagert und über je zwei mitrotierende Kurbeln und Koppeln mit dem auf den Schienen befindlichen Radsatz verbunden.
Diese beiden Mechanismen übertragen das Drehmoment auf die Radsatzwelle, ohne deren vertikale Bewegungsfreiheit einzuschränken. Die Kurbeln sind an ihren gegenüberliegenden Verlängerungen gegeneinander verzahnt und auf diese Weise gegeneinander zwangläufig beweglich. Dieser Koppelmechanismus erlaubt die zweidimensionale Bewegungsfreiheit (f=2) zwischen dem drehenden Großrad und dem auf- und abgehenden Radsatzwellen-Lager.
Die Gelenke an den beiden Koppeln sind Kugelgelenke, so dass sie auch bei einseitigem Einfedern der Radsatzwelle (geneigtes Laufrad) klemmfrei funktionieren. 

### Nachteile
Der Schwachpunkt des Buchli-Antriebes ist seine Asymmetrie und die damit zusammenhängende ungleichmässige Massenverteilung zwischen der linken und der rechten Seite der Lokomotive. Bei Anwendung eines einseitigen Buchli-Antriebes müssen im Lokkasten die schweren Geräte der Antriebsseite gegenüber angeordnet werden, damit das linke und rechte Rad des Radsatzes jeweils denselben Raddruck aufweisen. Die Lokomotiven wiesen deshalb meist nur einen Gang durch den Maschinenraum auf, der auf der Antriebsseite der Wand entlang führte.
Weiter führen die Kugelzapfen im Rad zu einer Unwucht im Radsatz, die Gegenmassen erforderlich macht, welche aber in Folge der beweglichen Teile die Unwucht nie vollständig aufheben können.

## Normale Ausführung
Der Buchli-Antrieb wurde meistens als einseitiger Einzelachsantrieb mit Innenrahmen ausgeführt.
Der Lokomotivrahmen mit den Radsatzlagern befindet sich innerhalb der Radscheiben des Radsatzes. Auf einer Seite des Radsatzes ist das Grossrad in einem Hilfsrahmen ausserhalb des Radsatzes gelagert. Es ist von einem auffälligen Radschutzkasten umgeben. Jedes Grossrad wird von einem eigenen Motor oberhalb des Grossrades im Lokkasten angetrieben. Bei dieser Ausführung entsteht im Fahrwerk durch die aussenliegenden Grossräder eine stark einseitige Gewichtsverteilung. Damit der Schwerpunkt der Lokomotive auf der Längsachse bleibt, müssen die schweren Geräte im Maschinenraum gegenüber der Seite mit den Antrieben angeordnet werden. Die Lokomotiven haben das für den Buchli-Antrieb typisch asymmetrische Erscheinungsbild: Auf der einen Seite sind die Radsterne der Triebräder sichtbar, auf der anderen Seite werden sie fast vollständig durch die Zahnradschutzkästen der Grossräder abgedeckt.

## Andere Ausführungen
Neben der oben genannten normalen Ausführung gab es noch folgende Varianten:

### Ausführung mit Aussenrahmen
Der Lokomotivrahmen mit den Radsatzlagern befindet sich ausserhalb der Radscheiben des Radsatzes. Der Radsatz wird von einer im Lokkasten gelagerten Hohlwelle umschlossen, auf der das Grossrad sitzt.
Beispiele: Pennsylvania Railroad O1b, DR ET 11 01

### Ausführung mit zweiseitigem Antrieb
Der Radsatz ist mit zwei Grossrädern gekuppelt. Der Motor hat auf beiden Seiten ein Ritzel. Die Zapfen in der Radscheibe sind um 180° gegeneinander verdreht, wodurch die Unwucht des Antriebes verringert werden kann. Gegenüber der einseitigen Ausführung lassen sich bei der zweiseitigen Ausführung grössere Antriebskräfte übertragen. Bei dieser Anordnung besteht aber die Gefahr von mechanischen Verspannungen in den Antriebsteilen. Um diese von den Fahrmotorwellen fernzuhalten, wurden die Ritzel gefedert ausgeführt.
Beispiele:
Französische Schnellzuglokomotiven: SNCF 2D2 5400, SNCF 2D2 5500, SNCF 2D2 9100

### Ausführung mit zwei Motoren pro Achse
Zwei Fahrmotoren arbeiten auf ein gemeinsames Grossrad, das mit einem Radsatz verbunden ist.
Beispiele: Pennsylvania Railroad O1b

## Bewährung
Der Buchli-Antrieb ermöglichte in den 1920er Jahren erstmals den Bau leistungsstarker, schnell fahrender Lokomotiven mit Einzelachsantrieb. Die möglichen Übersetzungen erlaubten auch den Einbau grosser Motoren, die aber dank der vollen Abfederung gegenüber den Radsätzen auch bei schneller Fahrt die Gleise nicht übermässig beanspruchten.
Nachteilig waren die vielen beweglichen Teile, die nach einer aufwändigen Ölumlaufschmierung verlangten und einen sorgfältigen Unterhalt nötig machten. Der Buchli-Antrieb setzte sich deshalb nur bei Schnellzuglokomotiven hoher Leistung durch, wo es keine Alternativen gab. Bei den SBB waren 240 Lokomotiven mit Buchli-Antrieb über 60 Jahre im Einsatz. Die Ae 3/6I waren von 1921 bis 1994 sogar 73 Jahre lang in Betrieb. Die französischen Bahnen hatten 100 Schnellzuglokomotiven 50 Jahre lang im Einsatz, wobei der Antrieb bis Anfang der 1950er Jahre eingebaut wurde. Der Buchli-Antrieb wird heute nicht mehr verwendet, weil kleinere, schnelllaufende Fahrmotoren zur Verfügung stehen, die leichtere Antriebe ermöglichen. Ausserdem wurden bei Buchli-Antrieben ab Geschwindigkeiten über 140 km/h die durch die Antriebsteile verursachten Unwuchten zu gross – ein Nachteil, der schon beim unmittelbar auf den Buchli-Antrieb folgenden Entwicklungsschritt mit dem SLM-Universalantrieb beseitigt wurde.

## Fahrzeuge mit Buchli-Antrieb
| Land               | Bahngesellschaft | Baureihe                | Anzahl | Baujahr             | Hersteller           | Achsformel              | Einsatz             | Bild                   |
| ------------------ | ---------------- | ----------------------- | ------ | ------------------- | -------------------- | ----------------------- | ------------------- | ---------------------- |
| Schweiz            | SBB              | Fb 2/5                  | 1      | 1918                | SLM, BBC             | 1’(1Bo)1’               | Versuchslokomotive  |                        |
| Schweiz            | SBB              | Ae 4/8                  | 1      | 1922                | SLM, BBC             | (1’Bo1’)(1’Bo1’)        | Versuchslokomotive  |                        |
| Schweiz            | SBB              | Ae 3/6I                 | 114    | 1920–1929           | SLM, BBC, MFO, SAAS  | 2’Co1’                  | Universallokomotive |                        |
| Schweiz            | SBB              | Ae 4/7                  | 127    | 1927–1934           | SLM, BBC, MFO, SAAS  | 2’Do1’ oder 2’Co(A1)    | Universallokomotive |                        |
| Schweiz            | SBB              | Ae 8/14 11801           | 1      | 1931                | SLM, BBC             | (1A)A1A(A1)+(1A)A1A(A1) | Güterzuglokomotive  |                        |
| Deutschland        | DR               | E 16                    | 21     | 1926–1927 1932–1933 | Krauss, BBC          | 1’Do1’                  | Schnellzüge         |                        |
| Deutschland        | DR               | ET 11 01                | 1      | 1935                | ME, BBC              | Bo’2’+2’Bo’             | Triebwagen          |                        |
| Frankreich         | État SNCF        | Etat E 501–523 2D2 5400 | 23     | 1936–1938           | Fives-Lille, CEM     | 2’Do2’                  | Schnellzüge         |                        |
| Frankreich         | PO SNCF          | E 501–502 2D2 5501–5502 | 2      | 1925                | SLM, BBC             | 2’Do2’                  | Schnellzüge         |                        |
| Frankreich         | PO SNCF          | E 503–537 2D2 5503–5537 | 35     | 1933–1935           | Fives-Lille, CEM     | 2’Do2’                  | Schnellzüge         |                        |
| Frankreich         | PO SNCF          | E 538–545 2D2 5538–5545 | 8      | 1938                | Fives-Lille, CEM     | 2’Do2’                  | Schnellzüge         |                        |
| Frankreich         | SNCF             | 2D2 5546–5550           | 5      | 1942–1943           | Fives-Lille, CEM     | 2’Do2’                  | Schnellzüge         |                        |
| Frankreich         | SNCF             | 2D2 9100                | 35     | 1950–1951           | Fives-Lille, CEM     | 2’Do2’                  | Schnellzüge         |                        |
| Indien             | GIPR             | EC/1                    | 1      | 1928                | Hawthorn Leslie, BBC | 2’Co’2                  | Schnellzüge         |                        |
| Indonesien         | ESS              | 3000                    | 2      | 1924                | SLM, BBC             | (1A)Bo(A1)              | Schnellzüge         |                        |
| Japan              | JGR              | 7000–7001 später ED54   | 2      | 1926                | SLM, BBC             | (1A)Bo(A1)              | Schnellzüge         |                        |
| Tschechien         | ČSD              | E 465                   | 2      | 1927                | Breitfeld-Daněk, BBC | 1’Do1’                  | Personenzüge        |                        |
| Brasilien          | Paulista-Bahn    | 320                     | 1      | 1932                | SLM, BBC             | 1’Do1’                  | Schnellzüge         |                        |
| Vereinigte Staaten | PRR              | O1b                     | 2      | 1931                | PRR, BBC             | 2’Bo2’                  | Personenzüge        | O1 7850 mit GE-Antrieb |

## Patente
- Patent  US1298881: Shaft-Coupling. Veröffentlicht am 1. April 1919, Erfinder: Jacob Buchli.‌
- Patent  DE304997: Kupplung. Angemeldet am 7. Dezember 1916, veröffentlicht am 19. April 1918.‌
- Patent  US1683674: Locomotive structure. Angemeldet am 18. August 1926, veröffentlicht am 11. September 1928, Erfinder: Karl Howard.‌